# Trichoptera
Los tricópteros o frigáneas (trichoptera, del griego trichos, "pelo" y pteron, "ala") son un orden de insectos endopterigotos (con metamorfosis completa), emparentados con los lepidópteros (mariposas y polillas), cuyas larvas y pupas son acuáticas, y viven dentro de pequeños estuches en forma de tubo que ellas mismas fabrican a base de seda a la que adhieren granos de arena, restos vegetales, etc. Los adultos son voladores, y se caracterizan por presentar dos pares de alas cubiertas de pelos que, en posición de reposo, se pliegan sobre el cuerpo en forma de tejado. Se conocen unas 15 000 especies Habita en todo el mundo, a excepción de la Antártida.
Las larvas acuáticas se encuentran en una gran variedad de hábitats, como arroyos, ríos, lagos, estanques, manantiales y aguas temporales (charcas vernaless), e incluso en el océano. Las larvas de muchas especies utilizan seda para fabricar cajas protectoras, que a menudo se refuerzan con grava, arena, ramitas, trozos mordidos de plantas u otros desechos. Las larvas presentan diversas estrategias de alimentación, siendo las distintas especies depredadoras, trituradoras de hojas, herbívoras de algas o recolectoras de partículas de la columna de agua y del bentos. La mayoría de los adultos tienen una vida corta durante la cual no se alimentan.
En la pesca con mosca se atan moscas artificiales llamadas moscas secas para imitar a los adultos, mientras que las larvas y pupas se imitan con moscas artificiales llamadas moscas húmedas o ninfas. También es posible utilizarlas como cebo, aunque esto no es tan común como las moscas artificiales y se conoce como pesca con cebo. Géneros comunes y muy extendidos como Helicopsyche e Hydropsyche son importantes en este deporte, en el que las caddisflies se conocen como "juncos". Las caddisflies son útiles como bioindicadores, ya que son sensibles a la contaminación del agua y son lo suficientemente grandes como para ser evaluadas sobre el terreno. En el arte, el artista francés Hubert Duprat ha creado obras proporcionando a las larvas de caddis pequeños granos de oro y piedras preciosas para que las construyan en estuches decorativos.

## Etimología
El nombre del orden "Trichoptera" deriva del griego: θρίξ (thrix, "pelo"), genitivo trichos + πτερόν (pteron, "ala"), y hace referencia al hecho de que las alas de estos insectos están erizadas. El origen de la palabra caddis no está claro, pero se remonta al menos al libro de Izaak Walton de 1653 The Compleat Angler, donde se mencionaba el uso de gusanos de bacalao o caddis como cebo. El término cadyss se utilizaba en el siglo XV para referirse a las telas de seda o algodón, y los "cadice-men" eran vendedores ambulantes de tales materiales, pero no se ha establecido una conexión entre estas palabras y los insectos.

## Características

### Adulto
La cabeza posee dos ojos compuestos bien desarrollados y, a veces, tres ocelos; las antenas son largas y filiformes. Las piezas bucales son de tipo lamedor con las mandíbulas generalmente vestigiales; las maxilas y el labio contribuyen a la formación de una probóscide (haustelo) con la que toman líquidos.
El tórax presenta los tres segmentos bien desarrollados, con patas largas y delgadas provistas de espinas, y dos pares de alas membranosas densamente recubiertas de pelos y con muy pocas venas transversales.
El abdomen posee 10 segmentos, de los cuales los últimos están modificados y constituyen los genitales.

### Larva
Las larvas son acuáticas, de tipo campodeiforme o eruciforme, con cabeza bien desarrollada, tres pares de patas, y se diferencian de las larvas de todos los demás insectos por presentar un par de falsas patas anales (pigópodos) provistas de fuertes uñas. Poseen glándulas productoras de seda que se abren en el labio; la seda es usada para construir una gran variedad de estructuras larvarias. Respiran por traqueobranquias de forma filamentosa localizadas en el abdomen.

## Biología y ecología
Los tricópteros se reproducen sexualmente. El apareamiento suele realizarse entre la vegetación; las hembras depositan la puesta en el agua, a veces en grandes masas de hasta 700 huevos, en algunos casos introduciendo el abdomen, y en otros sumergiéndose por completo. Algunas especies depositan los huevos fuera del agua, en zonas de inundación periódica. La fase larval suele comprender cinco estadios.
Las pupas viven dentro de estuches especiales, donde se produce la metamorfosis. En el caso de los integripalpos, que ya poseen estuches en estado larvario, obturan la obertura mediante una secreción; por lo que respecta a los anulipalpos, las larvas tejen un capullo, tanto si las larvas vivían en estuches como si no. Tras la metamorfosis, la pupa se libera de su envoltura y se desplaza activamente hacia la orilla hasta encontrar un substrato adecuado, en general vegetación, para la emergencia del adulto.

## Evolución y filogenia

### Historia fósil
Se han encontrado fósiles tricópteros en rocas que datan del Triásico. La mayor cantidad de restos fosilizados son los de los casos de larvas, que están hechos de materiales duraderos que se conservan bien. Los fósiles corporales de tricópteros son extremadamente raros, siendo los más antiguos del Triásico temprano y medio, hace unos 230 millones de años, y las alas son otra fuente de fósiles. La evolución del grupo a uno con larvas completamente acuáticas parece haber tenido lugar en algún momento durante el Triásico. El hallazgo de fósiles que se asemejan a casos de larvas de tricópteros en depósitos marinos en Brasil puede hacer retroceder los orígenes de la orden al período Pérmico temprano.

### Evolución
Casi todos los caddis adultos son terrestres, pero sus larvas y pupas son acuáticas. Comparten esta característica con varios grupos lejanamente relacionados, a saber, dragonfly, Ephemeroptera, stoneflies, alderflies y lacewings. Los ancestros de todos estos grupos eran terrestres, con sistemas traqueales abiertos, convergentemente evolucionando diferentes tipos de branquias para sus larvas acuáticas a medida que se lanzaban al agua para evitar la depredación.  Los caddisflies fueron el único grupo de estos insectos que utilizó la seda como parte de su estilo de vida, lo que ha sido un factor que ha contribuido a su éxito y la razón por la que son el orden más rico en especies de insectos acuáticos.
Se han reconocido en todo el mundo unas 14.500 especies de caddisfly en 45 familias, pero quedan muchas más especies por describir. La mayoría pueden dividirse en los subórdenes Integripalpia y Annulipalpia en función de las piezas bucales de los adultos. Las características de los adultos dependen de los pedipalpos, venación de las alas y aparato genital de ambos sexos. Estos dos últimos caracteres han sufrido una diferenciación tan amplia entre las distintas superfamilias que las diferencias entre los subórdenes no son claras. Las larvas de Annulipalpians son campodeiformes (depredadores de vida libre, bien esclerotizados, de patas largas, con cuerpos aplanados dorso-ventralmente y piezas bucales salientes). Las larvas de Integripalpians son polípodos (detritívoros poco esclerotizados, con patas abdominales además de las patas torácicas, que viven permanentemente en cajas ajustadas). Las afinidades del tercer suborden, Spicipalpia, no están claras; las larvas son de vida libre sin cajas, en lugar de crear trampas similares a redes de seda.

### Filogenia
Este cladograma de relaciones externas basado en un análisis de ADN y proteínas de 2008 muestra que Trichoptera es un clado hermano de Lepidoptera, relacionado más lejanamente con Diptera y Mecoptera.

|  | Mecoptera                                                          |
|  |                                                                    |
|  | \| \| Boreidae \| \| \| \| \| \| Siphonaptera (pulgas) \| \| \| \| |
|  |                                                                    |
|  | Boreidae                                                           |
|  |                                                                    |
|  | Siphonaptera (pulgas)                                              |
|  |                                                                    |

|  | Boreidae              |
|  |                       |
|  | Siphonaptera (pulgas) |
|  |                       |

|  | Mecoptera                                                          |
|  |                                                                    |
|  | \| \| Boreidae \| \| \| \| \| \| Siphonaptera (pulgas) \| \| \| \| |
|  |                                                                    |
|  | Boreidae                                                           |
|  |                                                                    |
|  | Siphonaptera (pulgas)                                              |
|  |                                                                    |

|  | Boreidae              |
|  |                       |
|  | Siphonaptera (pulgas) |
|  |                       |

|  | Trichoptera                       |
|  |                                   |
|  | Lepidoptera (mariposas, polillas) |
|  |                                   |

|  | Mecoptera                                                          |
|  |                                                                    |
|  | \| \| Boreidae \| \| \| \| \| \| Siphonaptera (pulgas) \| \| \| \| |
|  |                                                                    |
|  | Boreidae                                                           |
|  |                                                                    |
|  | Siphonaptera (pulgas)                                              |
|  |                                                                    |

|  | Boreidae              |
|  |                       |
|  | Siphonaptera (pulgas) |
|  |                       |

|  | Mecoptera                                                          |
|  |                                                                    |
|  | \| \| Boreidae \| \| \| \| \| \| Siphonaptera (pulgas) \| \| \| \| |
|  |                                                                    |
|  | Boreidae                                                           |
|  |                                                                    |
|  | Siphonaptera (pulgas)                                              |
|  |                                                                    |

|  | Boreidae              |
|  |                       |
|  | Siphonaptera (pulgas) |
|  |                       |

|  | Trichoptera                       |
|  |                                   |
|  | Lepidoptera (mariposas, polillas) |
|  |                                   |

|  | Mecoptera                                                          |
|  |                                                                    |
|  | \| \| Boreidae \| \| \| \| \| \| Siphonaptera (pulgas) \| \| \| \| |
|  |                                                                    |
|  | Boreidae                                                           |
|  |                                                                    |
|  | Siphonaptera (pulgas)                                              |
|  |                                                                    |

|  | Boreidae              |
|  |                       |
|  | Siphonaptera (pulgas) |
|  |                       |

|  | Mecoptera                                                          |
|  |                                                                    |
|  | \| \| Boreidae \| \| \| \| \| \| Siphonaptera (pulgas) \| \| \| \| |
|  |                                                                    |
|  | Boreidae                                                           |
|  |                                                                    |
|  | Siphonaptera (pulgas)                                              |
|  |                                                                    |

|  | Boreidae              |
|  |                       |
|  | Siphonaptera (pulgas) |
|  |                       |

|  | Trichoptera                       |
|  |                                   |
|  | Lepidoptera (mariposas, polillas) |
|  |                                   |

|  | Mecoptera                                                          |
|  |                                                                    |
|  | \| \| Boreidae \| \| \| \| \| \| Siphonaptera (pulgas) \| \| \| \| |
|  |                                                                    |
|  | Boreidae                                                           |
|  |                                                                    |
|  | Siphonaptera (pulgas)                                              |
|  |                                                                    |

|  | Boreidae              |
|  |                       |
|  | Siphonaptera (pulgas) |
|  |                       |

|  | Mecoptera                                                          |
|  |                                                                    |
|  | \| \| Boreidae \| \| \| \| \| \| Siphonaptera (pulgas) \| \| \| \| |
|  |                                                                    |
|  | Boreidae                                                           |
|  |                                                                    |
|  | Siphonaptera (pulgas)                                              |
|  |                                                                    |

|  | Boreidae              |
|  |                       |
|  | Siphonaptera (pulgas) |
|  |                       |

|  | Trichoptera                       |
|  |                                   |
|  | Lepidoptera (mariposas, polillas) |
|  |                                   |

El cladograma de relaciones dentro del orden está basado en un estudio del año 2002 de filogenia molecular usando ARN ribosomático, un factor genético de alargamiento nuclear y citocromo oxidasa mitocondrial. Annulipalpia e Integripalpia son clados pero las relaciones dentro de Spicipalpia no están claras.

|  | Annulipalpia                                                                    |
|  |                                                                                 |
|  | \| \| Integripalpia \| \| \| \| \| \| "Spicipalpia" (parafilético?) \| \| \| \| |
|  |                                                                                 |
|  | Integripalpia                                                                   |
|  |                                                                                 |
|  | "Spicipalpia" (parafilético?)                                                   |
|  |                                                                                 |

|  | Integripalpia                 |
|  |                               |
|  | "Spicipalpia" (parafilético?) |
|  |                               |

## Distribución
Los tricópteros se encuentran en todo el mundo, y la mayor diversidad se encuentra en las regiones más cálidas. Se asocian con cuerpos de agua dulce, encontrándose las larvas en lagos, estanques, ríos, arroyos y otros cuerpos de agua.  El tricóptero terrestre, Enoicyla pusilla (familia: Limnephilidae), vive en la hojarasca húmeda del suelo del bosque. En el Reino Unido se encuentra en y alrededor del condado de Worcestershire en bosques de roble.

## Ecología
En los hábitats de agua dulce se pueden encontrar larvas de tricópteros en todos los grupos de alimentación. La mayoría de las larvas en estadios tempranos y algunas en estadios tardíos son recolectoras-recolectoras, recogiendo fragmentos de materia orgánica del bentos. Otras especies son recolectoras-filtradoras, tamizando las partículas orgánicas del agua con redes de seda o pelos en las patas. Algunas especies son raspadoras, alimentándose de la película de algas y otro perifiton que crece sobre los objetos submarinos a la luz del sol. Otras son herbívoras trituradoras, masticando fragmentos de material vegetal vivo, mientras que otras son detritívoras trituradoras, royendo madera podrida o masticando hojas muertas que han sido preprocesadas por bacterias y hongos; la mayor parte de los nutrientes de este último grupo proceden del consumo de bacterias y hongos. Las especies depredadoras cazan activamente a sus presas, que suelen ser otros insectos, crustáceos diminutos y gusanos, o acechan a los invertebrados incautos que se acercan demasiado. Unas pocas especies se alimentan de forma oportunista de animales muertos o peces, y algunas larvas de Leptoceridae se alimentan de esponjas de agua dulce.
Una de estas especies oportunistas es Gumaga nigricula (familia: Sericostomatidae), que se ha observado carroñando cadáveres de peces e incluso trozos de carne de ciervo. Esta familia concreta de caddisflies se suele clasificar entre los trituradores, lo que sugiere precaución a la hora de clasificar a los macroinvertebrados en grupos funcionales ecológicos estrictos, ya que algunos pueden cambiar su dieta de forma oportunista.
Al igual que las mayflies, las stoneflies y las libélulas, pero en menor medida, las caddisflies son un indicador de la buena calidad del agua; mueren en los arroyos con aguas contaminadas. Son una parte importante de la red trófica, ya que muchos peces se comen tanto las larvas como los adultos. El adulto recién eclosionado es especialmente vulnerable cuando lucha por salir a la superficie tras emerger de la pupa sumergida y cuando seca sus alas. Para los peces, estos nuevos adultos son presa fácil, y pescar moscas que se les parezcan puede ser un éxito para los pescadores en la época adecuada del año.
La fase adulta de una mosca caddis puede sobrevivir solo unas semanas; muchas especies no se alimentan como adultos y mueren poco después de reproducirse, pero se sabe que algunas especies se alimentan de néctar. Los insectos alados son nocturnos y proporcionan alimento a aves, murciélagos, pequeños mamíferos, anfibios y artrópodos que vuelan de noche. La fase larvaria dura mucho más, a menudo uno o más años, y tiene un mayor impacto en el medio ambiente. Forman parte importante de la dieta de peces como la trucha. Los peces las adquieren de dos maneras: arrancándolas de la vegetación o del lecho del arroyo cuando las larvas se desplazan, o durante la deriva diaria; esta deriva se produce durante la noche en el caso de muchas especies de larvas acuáticas, o hacia el mediodía en el caso de algunas especies de moscas de la carpa, y puede deberse a presiones demográficas o ser un mecanismo de dispersión. Las larvas pueden ir a la deriva en grandes cantidades cerca del fondo, a media agua o justo por debajo de la superficie. Los peces se las tragan enteras, con estuche y todo.